# Harold L. Davis
Harold Lenoir Davis (* 18. Oktober 1894 (nach anderen Quellen 1896) in Yoncalla, Oregon; † 31. Oktober 1960 in San Antonio, Texas) war ein US-amerikanischer Schriftsteller, der 1936 für seinen Roman Honey in the Horn den Pulitzer Prize for the Novel erhielt.

## Biografie
Davis bestritt seinen Lebensunterhalt nach dem Schulbesuch durch Gelegenheitsjobs und war als Kuh- und Schafhirte, Packer, Landvermesser sowie Zeitnehmer bei der Eisenbahn tätig, ehe er Hilfssheriff von Wasco County wurde.
1932 erhielt er ein Guggenheim-Stipendium und legte 1935 mit Honey in the Horn sein Romandebüt über das Leben von Siedlern im Osten Oregons zu Beginn des 20. Jahrhunderts vor, wofür er 1936 den renommierten Pulitzer-Preis verliehen bekam.
In der Folgezeit erschienen neben der Anthologie Proud Riders and Other Poems (1942) die weiteren Romane Harp of a Thousand Strings (1947), Beulah Land (1949), Winds of Morning (1952) und The Distant Music (1957). Darüber hinaus veröffentlichte er unter den Titeln Team Bells Woke Me and Other Stories (1953) und Kettle of Fire (1959) auch zwei Bände mit Kurzgeschichten, wobei Kettle of Fire auch Essays enthielt.
1956 wurde er in die American Academy of Arts and Letters gewählt.